# Las viajadas
Las viajadas es una serie de televisión argentina dramática, ganadora del Plan Operativo de Promoción y Fomento de Contenidos Audiovisuales Digitales, impulsado por el INCAA Digital Terrestre y la TDA (Televisión Digital Abierta), por la región Nuevo Cuyo en el 2010. Producida por El Generador y emitida por: Colsecor TV y Acequia TV en el año 2011; por Canal 10 de Río Negro en el año 2012; y, Colsecor TV en el año 2013. Fue basada en un libro de cuentos escrito por Gabriel Dalla Torre, que luego adaptó para formato audiovisual junto con Lucía Bracelis y Valentina González. Sus actores protagónicos son Camila Insúa, Santiago Borremans, Francisco Álvarez, Maverik y cuenta con la participación especial de Maximiliano Ghione.

## Historia
Las viajadas narra la historia de Roby, un adolescente de 16 años que huye de San Rafael de un confuso hecho en el que resulta asesinada su pareja y llega a Mendoza donde encontrará en un grupo de travestis a su nueva familia.
Roby, hospedado en la casa de Nikki -una travesti conocida y mayor que la adoptará como hija-, empieza su cambio de identidad para huir del pasado y para ser como siempre se imaginó.
Así Roby -ahora Ruby- inicia su aprendizaje de la vida travesti. Un camino de liberación difícil y peligroso donde las drogas, falsas identidades, nuevos lenguajes, actos clandestinos, amores y pequeños crímenes se irán encadenando.
Ruby sumergido en este mundo, aceptará su elección sexual, aprenderá las nuevas prácticas de género, a manejar a los hombres, a ser mirada y a procurarse una vida.

## Música
El tema de apertura de Las viajadas se llama "I Don't Mind" y está compuesto por la banda de rock alternativo Boom Boom Kid.

## Territorios e Identidades en Las viajadas
En esta Serie Federal de Ficción encontramos tematizado el género, y las problemáticas de identidad de género en una zona metropolitana de la Provincia de Mendoza.
El contexto de producción de la serie coincide en el marco de la legislación de la Ley de identidad de género (Argentina) lo cual pone en diálogo los contenidos de las producciones audiovisuales con las condiciones sociales de reconocimiento de las diversidades de género.

"Es una historia que tiene un guion muy sólido, que llega a la pantalla con unos personajes maravillosos, yo creo que la gente lo va a disfrutar mucho. Me parece interesante también que podamos conocer cuál es la forma de vida de los travestis que por lo general uno los ve desde afuera pero no tiene la posibilidad de ver una historia de ese mundo y eso es lo diferente".
Cecilia Agüero directora de Las viajadas

## Elenco
| Nombre          | Interpretada/o por |
| --------------- | ------------------ |
| Ruby            | Camila Insúa       |
| Nikki           | Santiago Borremans |
| La Pablo        | Francisco Álvarez  |
| Ivana           | Ivana Racca        |
| Leonela         | Camila Sáez        |
| La Beauty       | Nicky Harris       |
| Maverik         | Maverik            |
| Gabriel Marconi | Maximiliano Ghione |
| Voz en off      | Martín Caparrós    |

## Premios
La Autoridad Federal de Servicios de Comunicación Audiovisual distinguió a la tira Las Viajadas con el premio “Construyendo ciudadanía en Radio y TV” en la categoría “Televisión Zona Nacional” en el año 2012. El galardón se entrega desde 2009 a aquellas producciones de radio y televisión que se constituyen en un instrumento de inclusión y construcción de ciudadanía.
Gabriel Dalla Torre dedicó el premio a toda la comunidad travesti de Mendoza, provincia a la que calificó de "conservadora y salvaje" por el rechazo político social y el carácter discriminatorio de su legislación:

"Este premio es para ellas, para quienes aun siguen luchando por ocupar el lugar que se merecen dentro de nuestra sociedad, como cualquier ciudadano, pese a todos los avances que se vienen dando en materia de derechos".
Gabriel Dalla Torre director de Las viajadas